# Cadiorapa
Cadiorapa é um gênero de traça pertencente à família Arctiidae.